# شط الخنين (المخادر)

تعديل مصدري - تعديل

شط الخنين محلة تابعة لقرية البصير، التابعة لعزلة بني سرحة بمديرية المخادر إحدى مديريات محافظة إب في الجمهورية اليمنية، بلغ تعداد سكانها 39 حسب تعداد اليمن لعام 2004.